# Simbol alchimic

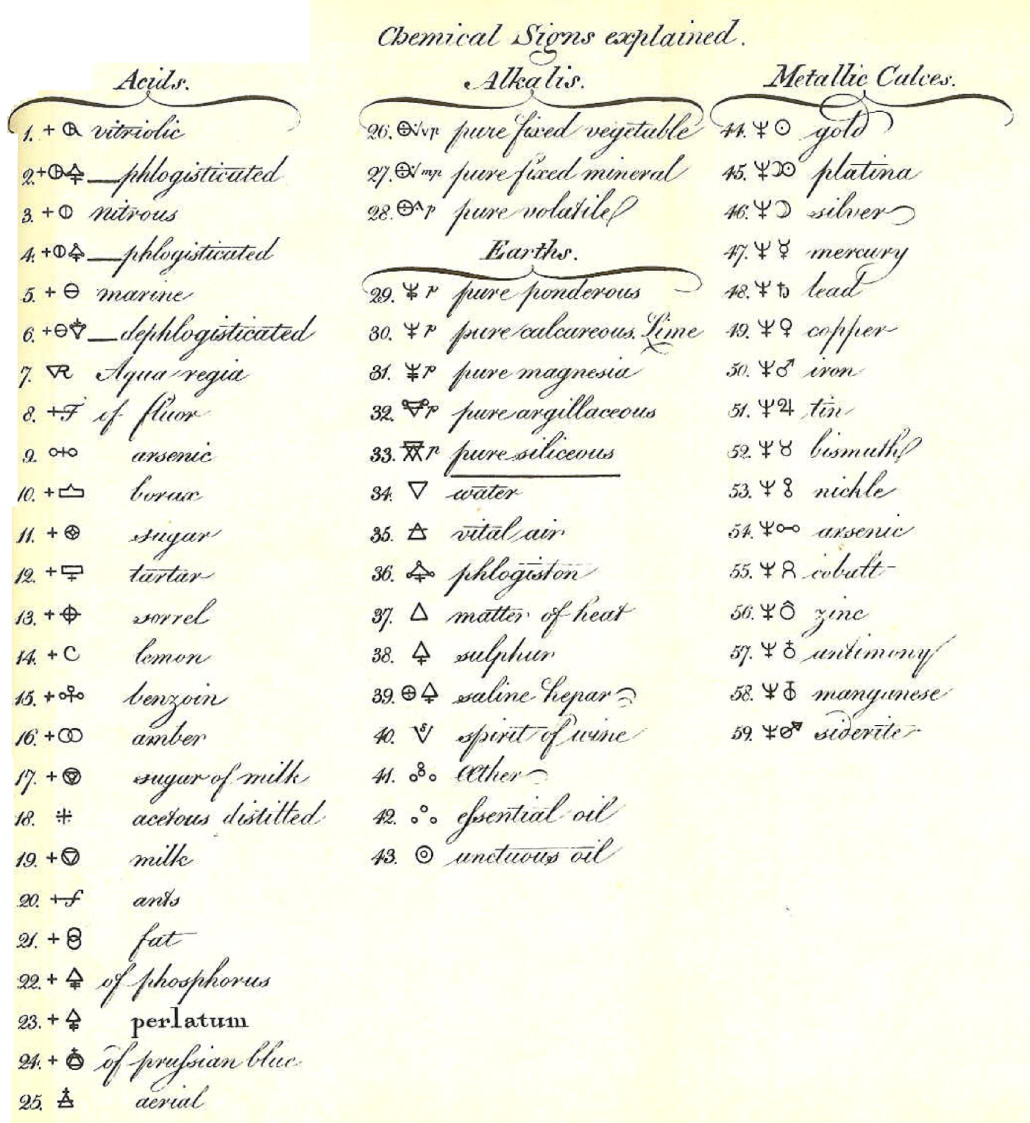
Simboluri alchimice în Dissertation on Elective Affinities de Torbern Bergman (1775)

Simbolurile alchimice au fost concepute pentru a indica anumite substanțe și compuși. Alchimia a fost o formă de cunoaștere protoștiințifică specifică etapelor din vechime ale istoriei cunoașterii umane (Antichitate și Evul Mediu).

## Patru elemente de bază
Elemente de bază europene au fost preluate de la grecii antici.
| Element de bază | Simbol |
| --------------- | ------ |
| Aer             |        |
| Apă             |        |
| Foc             |        |
| Pământ          |        |

## „Tria Prima”
Paracelsus a introdus ideea, pe lângă cele patru elemente de bază grecești, că, la un alt nivel, universul este creat din trei substanțe numite Tria Prima: mercur, sare și sulf. 
| Substanță | Simbol |
| --------- | ------ |
| Mercur    |        |
| Sare      |        |
| Sulf      |        |

## Planetele
În acea vreme erau cunoscute șase planete, planetele Neptun, Uranus și Pluto nu erau cunoscute.
| Planetă | Metal corespondent | Simbol |
| ------- | ------------------ | ------ |
| Soare   | Aur                |        |
| Lună    | Argint             |        |
| Mercur  | Mercur             |        |
| Venus   | Cupru              |        |
| Marte   | Fier               |        |
| Jupiter | Staniu             |        |
| Saturn  | Plumb              |        |

## Elemente
| Elemente  | Simbol |
| --------- | ------ |
| Antimoniu |        |
| Arsenic   |        |
| Bismut    |        |
| Platină   |        |
| Sulf      |        |

## Compuși
| Compus                    | Simbol |
| ------------------------- | ------ |
| Aqua Fortis (acid azotic) | A.F.   |
| Aqua Regia (apă regală)   | A.R.   |
| Aqua Vitae (etanol)       | A.V.   |
| Cinabru                   | Ʒ      |
| Clorură de amoniu         | ⚹      |

De asemenea, mai erau cunoscute și substanțe ca acidul sulfuric (vitriol) și amalgamul.

## Procese alchimice
| Proces       | Constelație corespondentă | Simbol |
| ------------ | ------------------------- | ------ |
| Calcinare    | Berbec                    |        |
| Înghețare    | Taur                      |        |
| Fixare       | Gemeni                    |        |
| Dizolvare    | Rac                       |        |
| Digestie     | Leu                       |        |
| Distilare    | Fecioară                  |        |
| Sublimare    | Balanță                   |        |
| Separare     | Scorpion                  |        |
| Ardere       | Săgetător                 |        |
| Fermentație  | Capricorn                 |        |
| Multiplicare | Vărsător                  |        |
| Transmuție   | Pești                     |        |